# Muara (Brunei)
 (janvier 2019).
Muara est une ville de Brunei, dans l'extrême nord-est du district de Brunei-Muara. Il est officiellement connu, en malais, sous le nom de Pekan Muara (littéralement « ville de Muara »), mais est administré en tant que subdivision au niveau du village sous le mukim, ou sous-district, de Serasa (en). En 2011, la ville était peuplée de 7092 habitants.
Muara n'a pas d'organe municipal. Il abrite le port de Muara, le principal et unique port en eau profonde du pays. C'est là que se trouve par conséquent le quartier général de la marine Royale du Brunei qui comprend également un stade et une piscine de 50 mètres.